# Falkensteige
De Falkensteige is een 885 meter hoge bergpas in het Zwarte Woud in de gemeente Hinterzarten. Hij verbindt Kirchzarten (en Freiburg im Breisgau) in het westen met Titisee-Neustadt in het oosten. Op de pas ligt het Hinterzartener Moor, een moeras. De weg over de pas, de B31, loopt daarom ten noorden van dit moeras en bereikt een hoogte van 910 meter op de waterscheiding van de Dreisam en de Gutach (zijrivier van de Wutach). Tezamen met weg over de 971m hoge Alexanderschanze bij Kniebis, in het noorden van het Zwarte Woud, vormt de B31 een van de belangrijkste oost-westverbindingen doorheen het Zwarte Woud. De B500, een weg die de hoogste plaatsen in het Zwarte Woud van noord naar zuid verbindt, passeert eveneens over de pashoogte (valt hier samen met de B31).
De bergpas kent een asymmetrisch profiel. De westzijde is een stuk steiler dan de oostzijde. Kirchzarten ligt op zo'n 450 meter hoogte terwijl Titisee-Neustadt op zo'n 845 meter ligt.

## Geschiedenis
De weg over de Falkensteige werd aangelegd als postroute in 1755. Vooral de passage in het Höllental (letterlijk Hellevallei) vereiste enkele indrukwekkende haarspeldbochten. In 1887 volgde de toeristische spoorweg. De naam van de pasweg is afgeleid de oude naam voor het dal aan de westzijde: het Höllental stond vroeger bekend als het Falkensteiner Tal, naar het kasteel Falkenstein in het dal.

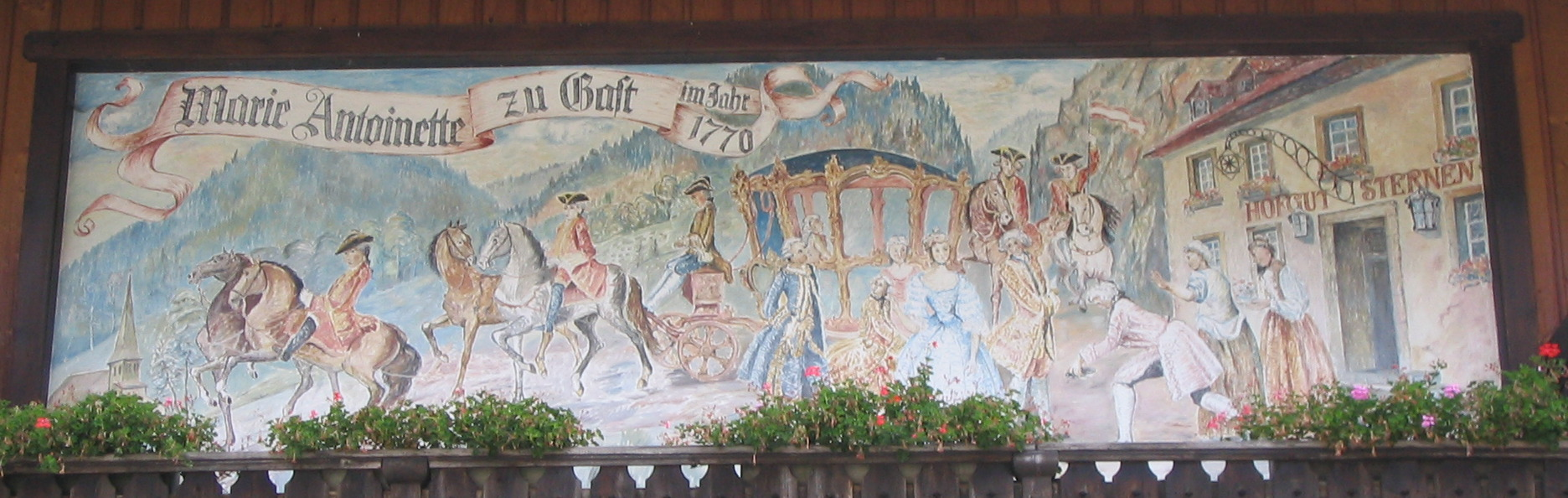
In 1770 reisde Marie Antoinette over de Falkensteige (muurschildering in het Höllental)